# Вавила Сицилијски
Свети мученик Вавила је био свештеник у Сицилији. Пострадао за Христа са два своја ученика у III веку.
Српска православна црква слави га 24. јануара по црквеном, а 6. фебруара по грегоријанском календару.
Велики део овог текста је преузет из охридског пролога светог владике Николаја Велимировића. Он не подлеже ауторским правима